# هومبيرتو سييرا
هومبيرتو سييرا (بالإسبانية: Humberto Sierra)‏ هو لاعب كرة قدم كولومبي، ولد في 21 يوليو 1960 في إنفيغادو في كولومبيا. لعب مع إنديبندينتي ميديلين.